# Prvenstvo BLP 1924-1925
Il Prvenstvo Beogradskog loptičkog podsaveza 1924./25., in cirillico Првенство Београдског лоптичког подсавеза 1924./25., (it. "Campionato della sottofederazione calcistica di Belgrado 1924-25") fu la sesta edizione del campionato organizzato dalla Beogradski loptački podsavez (BLP).
Il torneo fu vinto dallo Jugoslavija, al suo terzo titolo nella BLP.

Questa vittoria diede ai biancorossi l'accesso al Državno prvenstvo 1925 (il campionato nazionale jugoslavo) assieme ai vincitori delle altre sottofederazioni.
Il campionato era diviso era diviso fra le squadre di Belgrado città (divise in più classi, razred) e quelle della provincia (divise in varie parrocchie, župe). La vincitrice della 1. razred disputava la finale sottofederale contro la vincente del campionato provinciale.

## Prima classe "A"

### Classifica
|                   | Pos. | Squadra            | Pt | G | V | N | P | GF | GS | QR    |
| ----------------- | ---- | ------------------ | -- | - | - | - | - | -- | -- | ----- |
|                   | 1.   | Jugoslavija        | 16 | 8 | 8 | 0 | 0 | 41 | 5  | 8,200 |
|                   | 2.   | BSK Belgrado       | 12 | 8 | 6 | 0 | 2 | 32 | 22 | 1,454 |
|                   | 3.   | Jedinstvo Belgrado | 6  | 8 | 3 | 0 | 5 | 7  | 21 | 0,333 |
|                   | 4.   | Jadran Belgrado    | 4  | 8 | 2 | 0 | 6 | 6  | 14 | 0,428 |
|                   | 5.   | Soko Belgrado      | 2  | 8 | 1 | 0 | 7 | 10 | 34 | 0,294 |
| Fonte: exyufudbal |      |                    |    |   |   |   |   |    |    |       |

Legenda:
      Campione della BLP ed ammessa al campionato nazionale.
  Partecipa agli spareggi.
      Retrocessa nella classe inferiore.
Note:
Due punti a vittoria, uno a pareggio, zero a sconfitta.

### Risultati
Andata:
14.09.1924. BSK – Soko 7–1, Jedinstvo – Jadran 2–0
28.09.1924. BSK – Jadran 3–1
19.10.1924. Jugoslavija – Jadran 4–1
26.10.1924. Jugoslavija – Jedinstvo 5–0
02.11.1924. Jadran – Soko 2–1
09.11.1924. Jedinstvo – Soko 2–1
16.11.1924. Jugoslavija – Soko 3–0, BSK – Jedinstvo 4–0
23.11.1924. BSK – Jugoslavija 1–6
Ritorno:
01.03.1925. Jugoslavija – Jedinstvo 4–0, BSK – Jadran 1–0
08.03.1925. Jugoslavija – Jadran 2–0, Jedinstvo – Soko 2–0
15.03.1925. BSK – Jedinstvo 5–1
29.03.1925. Jadran – Jedinstvo 2–0, BSK – Soko 2–0 (interrotta a causa di una rissa, quindi annullata, da rigiocare)
09.04.1925. Jugoslavija – Soko 9–1
03.05.1925. Jugoslavija – BSK 8–2
10.05.1925. Soko – Jadran 1–0
14.06.1925. BSK – Soko 9–5 (nuova)

## Classi inferiori

### I/B razred
```
   Squadra                         G   V   N   P   GF  GS  Q.Reti  Pti
1  Šumadija                        8   8   0   0   31  5   6,200   16
2  Karađorđe                       8   3   3   2   10  16  0,625   9
3  Ruski SK                        8   3   2   3   15  13  1,153   8
4  Brđanin                         8   3   1   4   15  18  0,833   7
5  
Srpski mač
                      8   0   0   8   4   25  0,160   0
```

### II razred
```
   Squadra                         G   V   N   P   GF  GS  Q.Reti  Pti
1  
Grafičar
                        12  9   1   2   32  14  2,285   19
2  
Slavija
                         12  8   0   4   23  16  1,437   16
3  
BUSK
                            12  7   0   5   33  21  1,571   14
4  Olimpija                        12  5   3   4   24  24  1,000   13
5  
Radnički
                        12  5   3   4   22  25  0,880   13
6  
Dušanovac
                       12  4   1   7   17  18  0,944   9
7  Čehoslovački                    12  0   0   12  1   41  0,024   0
```

## Provincia

### Beogradska župa

#### Zemun
```
   Squadra                         G   V   N   P   GF  GS  Q.Reti  Pti
1  
Vitez Zemun
                     6   5   0   1   23  3   7,667   10
2  ZAŠK Zemun                      6   3   0   3   10  5   2,000   6
3  
Šparta Zemun
                    6   3   0   3   11  11  1,000   6
4  
Građanski Zemun
                 6   1   0   5   2   27  0,074   2
```

#### Pančevo
```
   Squadra                         G   V   N   P   GF  GS  Q.Reti  Pti
1  Banat Pančevo                   4   3   1   0   14  3   4,667   7
2  Pančevački SK Pančevo           4   2   1   1   8   6   1,333   5
3  Vojvodina Pančevo               4   0   0   4   1   14  0,071   0
```

#### Finale Beogradska župa
```
Banat Pančevo - 
Šparta Zemun
              0-2
```

### Banatska župa

#### Veliki Bečkerek
```
   Squadra                         G   V   N   P   GF  GS  Q.Reti  Pti
1  
Obilić Veliki Bečkerek
          10  7   2   1   30  11  2,727   16	
2  Željeznički SK Veliki Bečkerek  10  8   0   2   34  13  2,615   16	
3  Slavija Veliki Bečkerek         10  6   2   2   24  15  1,600   14	
4  Kadima Veliki Bečkerek          10  3   3   4   20  19  1,053   9	
5  Borac Veliki Bečkerek           10  1   2   7   8   34  0,235   4	
6  Švebiše Veliki Bečkerek         10  0   1   9   9   33  0,273   1	
```

#### Provincia - autunno 1924
```
Primo turno:   Srbija V. Kikinda - Kosovo V. Kikinda     6-0
               Dušan Silni Vršac - Viktorija Vršac       2-0
Semifinale:    Srbija V. Kikinda - Građanski N. Bečej    2-4
Finale:        Dušan Silni Vršac - Građanski N. Bečej    ritiro Građanski
```

#### Provincia - primavera 1925
```
Primo turno:   Srbija V. Kikinda - Kosovo V. Kikinda     3-0
               Dušan Silni Vršac - Viktorija Vršac       3-0
               DSK Debeljača - Građanski N.i Bečej       ritiro Građanski
Semifinale:    Srbija V. Kikinda - DSK Debeljača         3-0
Finale:        Dušan Silni Vršac - Srbija V. Kikinda     4-0
```

#### Finale Banatska župa
```
Obilić V. Bečkerek
 - Dušan Silni Vršac    2-3
```

### Novosadska župa
```
   Squadra                         G   V   N   P   GF  GS  Q.Reti  Pti
1  
NAK Novi Sad
                    4   3   1   0   12  4   3,000   7	
2  
Vojvodina
                       4   2   0   2   12  10  1,200   4	
3  
NTK Novi Sad
                    2   1   1   0   4   6   0,667   3	
4  
Juda Makabi
                     4   0   0   4   6   14  0,429   0
```

### Moravska župa
```
Primo turno:   Momčilo Leskovac - Jug Bogdan Prokuplje             9-0				
               
Sinđelić Niš
 - Jugović Niš                          2-0				
               Omladinac Pirot - Pobeda Niš                        2-0				
Semifinale:    
Sinđelić Niš
 - Momčilo Leskovac                     0-2				
Finale:        Momčilo Leskovac - Omladinac Pirot                  1-0
```

### Skopska župa

#### Grupa Skoplje
```
   Squadra                         G   V   N   P   GF  GS  Q.Reti  Pti
1  
Ujedinjeni SK Skoplje
           11  9   2   0   53  8   6,625   20	
2  Napredak Skoplje                11  9   1   1   38  9   4,222   19	
3  
Pobeda Skoplje
                  11  6   0   5   21  10  2,100   12	
4  
Građanski Skoplje
               11  5   1   5   30  28  1,071   11	
5  Olimpija Skoplje (-2)           11  3   1   7   9   36  0,250   5	
6  Sinđelić Skoplje                6   1   1   4   10  15  0,667   3	
7  Rapid Skoplje                   11  0   0   11  5   60  0,083   0
```

#### Provincia
```
Primo turno:   Šparta Tetovo - 
Ljuboten Tetovo
                     0-3
               Sloga Gnjilane - Konkordija Gnjilane                ritiro Konkordija
               
Belasica Strumica
 - Babunski Veles                  ritiro Babunski
Semifinali:    Građanski Kumanovo - Sloga Gnjilane                 ritiro Sloga
               
Ljuboten Tetovo
 - 
Belasica Strumica
                 ritiro Belasica
Finale:        Građanski Kumanovo - 
Ljuboten Tetovo
                9-1
```

#### Finale Skopska župa
```
Ujedinjeni SK Skoplje
 - Građanski Kumanovo          4-2
```

### Šumadijska župa
```
Finale:        
Šumadija Kragujevac
 - 
Šparta Jagodina
               ritiro Šparta
```

## Finali provinciali
```
Semifinale nord:    Dušan Silni Vršac - 
NAK Novi Sad
               3-6	
Finale nord:        
Šparta Zemun
 - 
NAK Novi Sad
                    0-5 
(24.05.1925)

Finale sud:         
Šumadija Kragujevac
 - 
Ujedinjeni SK Skoplje
    ritiro USK
Finale:             
NAK Novi Sad
 - 
Šumadija Kragujevac
             2-1 
(31.05.1925)
```

## Finale sottofederale
```
Disputata fra i vincitori della 
1/A razred
 (
Jugoslavija
) e della provincia (
NAK Novi Sad
).
```

| Data                                         | Partita                    | Ris. |
| -------------------------------------------- | -------------------------- | ---- |
| 03.06.1925                                   | Jugoslavija – NAK Novi Sad | 3–0  |
| Fonte: Konačne tabele fudbalskih liga Srbije |                            |      |